# Agustín Ocampo
Lucas Agustín Ocampo Galván (Paso de los Toros, 23 novembre 1997) è un calciatore uruguaiano, centrocampista del Plaza Colonia in prestito dal Platense.

## Caratteristiche tecniche
È un trequartista.

## Carriera

### Club
Cresciuto nel settore giovanile del Liverpool (M), ha esordito il 21 luglio 2018 in occasione del match di campionato pareggiato 1-1 contro il Cerro.

## Palmarès

### Club

#### Competizioni nazionali
- Campionato uruguaiano: 1

Liverpool Montevideo: Intermedio 2019
- Supercoppa uruguaiana: 1

Liverpool Montevideo: 2020
- Copa Uruguay: 1

Defensor Sporting: 2022